# Цыренов, Бадма Цыренович
Бадма Цыренович Цыренов — советский государственный и политический деятель, председатель Агинского Бурятского окружного исполкома.

## Биография
Родился в 1931 году в Агинском аймаке Бурят-Моногольской АССР. Член ВКП(б).
С 1950 года — на общественной и политической работе. В 1950—1975 гг. — участковый механик Хангильской МТС, Зуткулейской МТС, главный инженер Ононской МТС, директор Агинской МТС, начальник Агинской районной инспекции по сельскому хозяйству, председатель колхоза им. XXII партсъезда, 1-й секретарь Агинского райкома КПСС, председатель Агинского Бурятского окружного исполкома.
Избирался депутатом Верховного Совета СССР 7-го, 8-го, 9-го созывов.
Умер в 1975 году в Агинском.